# 土井大助
土井 大助（どい だいすけ、1927年（昭和2年）2月20日 - 2014年（平成26年）7月30日 ）は、日本の詩人・劇作家・社会運動家。本名：吉沢四郎（旧姓堀井）。

## 人物
山形県鶴岡市出身。陸軍航空士官学校在校中に終戦を迎え、復員して、旧制新潟高等学校に編入、そこから東京大学法学部卒。1962年（昭和37年）、詩「十年たったら」でデビューした。この詩は、20歳代の日本共産党員を語り手とした詩だったので、それを読んだ壺井繁治が、作者も主人公と同じ境遇だと勘違いしたというエピソードがある。その後、詩人会議運営委員長、同顧問を歴任した。
1964(昭和39)年9月より1966(昭和41)年9月まで、中国 遼寧省大連市 大連日本語専科学校(現大連外国語大学)にて日本語教師を勤めた。
1974年（昭和49年）の多摩川水害に関しては、訴訟の事務局長をつとめた。
2014年7月30日に87歳で死去した。

## 主な作品
- 「小林多喜二」汐文社、1974年
- 「八鹿の夜明け」日本共産党中央委員会出版局、1975年
- 「多摩川の凱歌」新日本出版社、2001年、多喜二・百合子賞受賞作。
- 「よみがえれ小林多喜二―詩とエッセー」白樺文学館多喜二ライブラリー、2003年

## 関連人物
- 山本宣治
- 西沢隆二
- 小林多喜二
- 八鹿高校事件 - 部落解放同盟を批判した。